# Ghettos juifs en Pologne occupée par les nazis

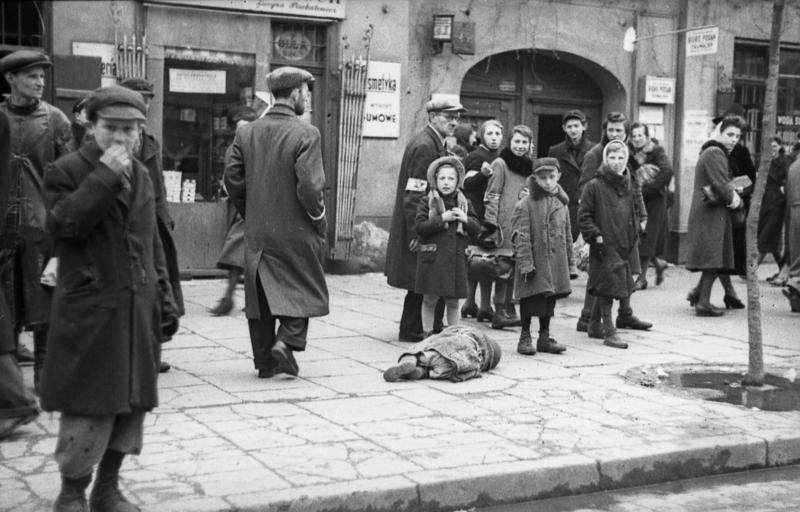
Un enfant gît sur un trottoir du ghetto de Varsovie, mai 1941. Photo de la Compagnie de propagande 689, maintenant dans les Archives fédérales allemandes.

Les ghettos juifs en Pologne occupée  par les Allemands ont été créés pendant la Seconde Guerre mondiale dans des centaines d'endroits à travers le pays, pendant la Shoah en Pologne. La plupart des ghettos juifs avaient été créés par l'Allemagne nazie entre octobre 1939 et juillet 1942 afin de confiner et de séparer la population juive de Pologne d'environ 3,5 millions d'habitants à des fins de persécution, de terreur et d'exploitation. Dans les petites villes, les ghettos servaient souvent de lieux de rassemblement pour le travail forcé et les actions de déportation massive, tandis que dans les centres urbains, ils ressemblaient à des îles-prisons murées décrites par certains historiens comme des instruments de « meurtre lent et passif », avec des cadavres jonchant les rues.
Dans la plupart des cas, les plus grands ghettos ne correspondaient pas aux quartiers juifs traditionnels, et les Polonais non juifs et les membres d'autres groupes ethniques avaient l'ordre de s'installer ailleurs. Les petites communautés juives de moins de 500 habitants ont été supprimées par expulsion peu de temps après l'invasion,.

## La Shoah

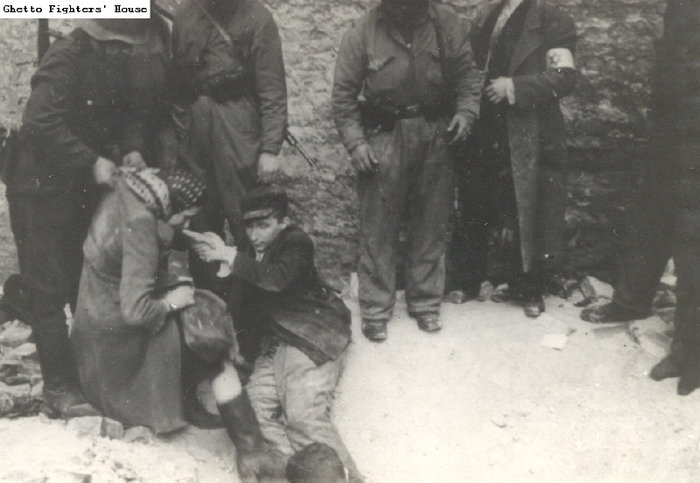
Juifs extraits de leur cachette au ghetto de Varsovie, avril-mai 1943.

La liquidation des ghettos juifs dans toute la Pologne occupée était étroitement liée à la construction de camps de la mort secrets — des installations d'extermination de masse à l'échelle industrielle — construits au début de 1942 dans le seul but de tuer. Le programme d'extermination nazi dépendait du transport ferroviaire, qui permettait aux SS de mentir ouvertement à leurs victimes au sujet du programme de « réinstallation ». Les Juifs ont été transportés par les trains de l'Holocauste depuis les ghettos liquidés de toutes les villes occupées, dont Łódź, le dernier ghetto de Pologne à être vidé en août 1944,.

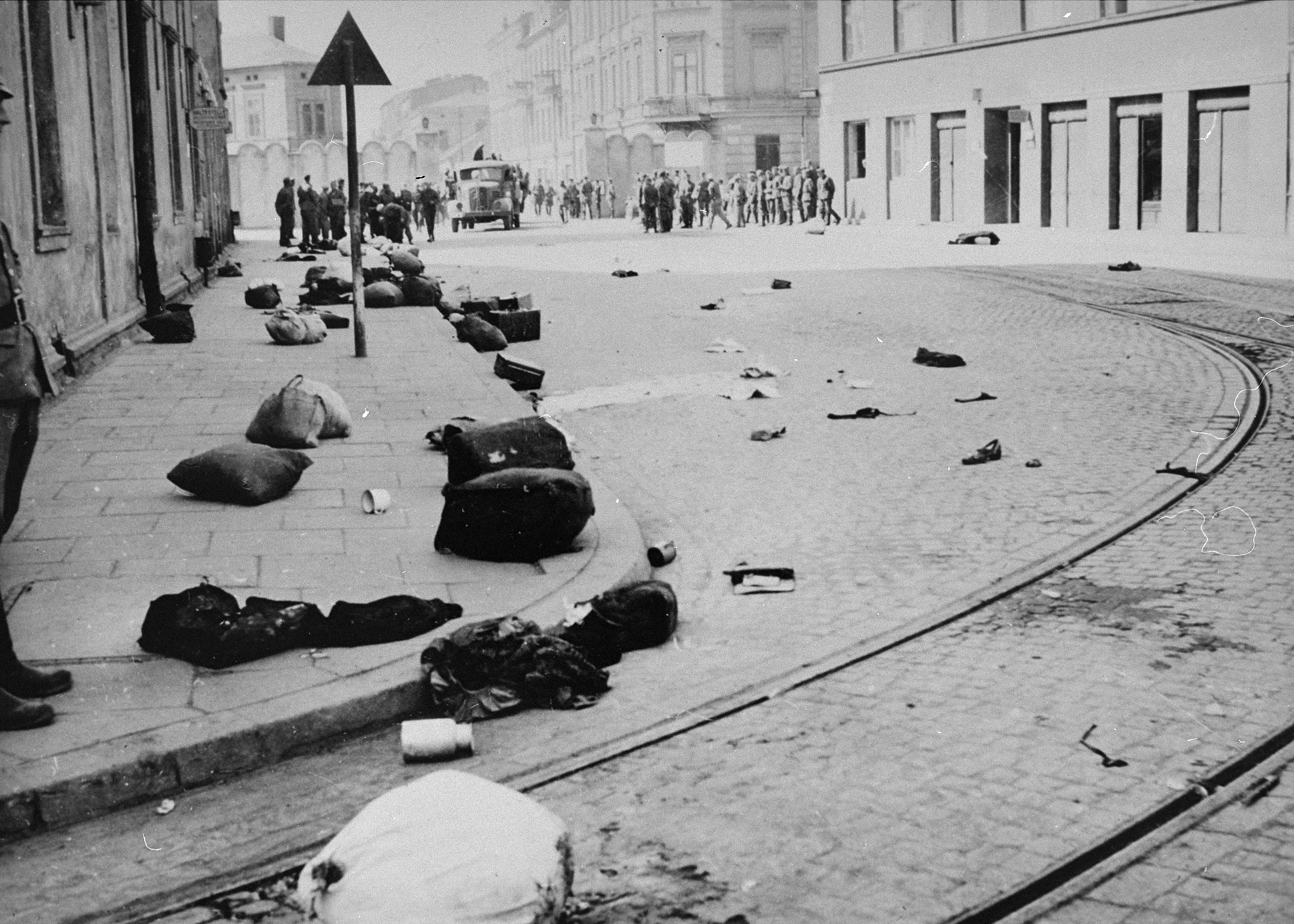
Ghetto de Cracovie, 1943

Dans certains ghettos plus grands, il y a eu des tentatives de résistance armée, comme le soulèvement du ghetto de Varsovie, le soulèvement du ghetto de Białystok, le soulèvement de Będzin et du ghetto de Łachwa, mais dans tous les cas, ils ont échoué contre l'écrasante force militaire allemande, et les Juifs résistants ont été exécutés localement ou déportés avec le reste des prisonniers vers les camps d'extermination,,. Au moment où l'Europe de l'Est occupée par les nazis a été libérée par l'Armée rouge, il ne restait plus un seul ghetto juif en Pologne. Seuls environ 50 000 à 120 000 Juifs polonais ont survécu à la guerre sur le sol natal avec l'aide de leurs voisins polonais, une fraction de leur population d'avant-guerre de 3 500 000,.

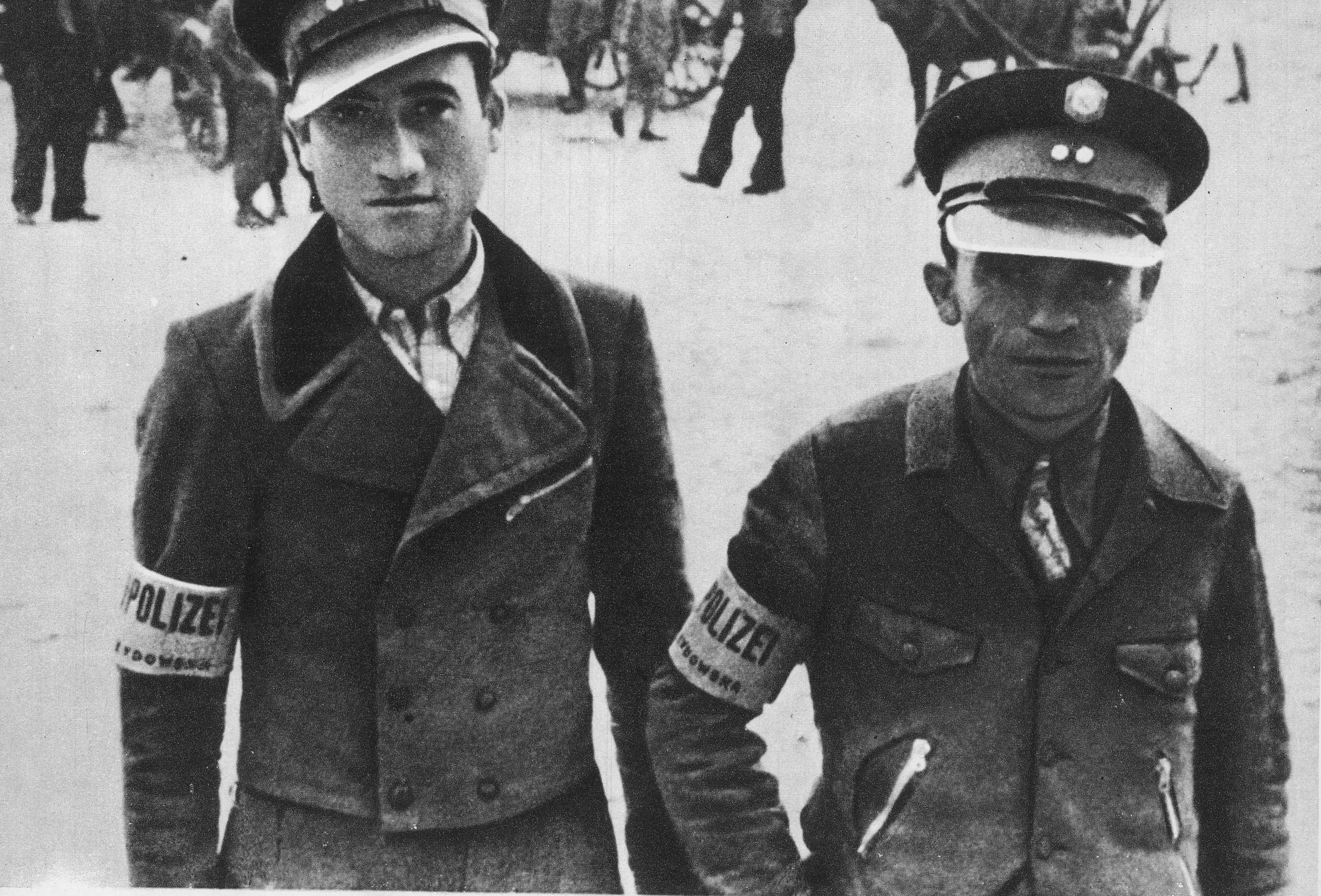
Police juive au ghetto de Węgrów, 1940-1942

Au total, selon les archives du United States Holocaust Memorial Museum, « les Allemands ont établi au moins 1 000 ghettos dans la Pologne occupée et annexée par l'Allemagne et la seule Union soviétique ». La liste des emplacements des ghettos juifs à l'intérieur des frontières de la Pologne d'avant-guerre et d'après-guerre est établie en tenant compte du fait que leurs habitants étaient de nationalité polonaise d'avant l'invasion ou avaient des liens historiques étroits avec la Pologne. De plus, tous les ghettos ne sont pas répertoriés ici en raison de leur nature transitoire. Les ghettos permanents n'ont été créés que dans les colonies avec des liaisons ferroviaires, car l'aide alimentaire (payée par les Juifs eux-mêmes) était complètement dépendante des Allemands, faisant même des pelures de pommes de terre une denrée chaude. 

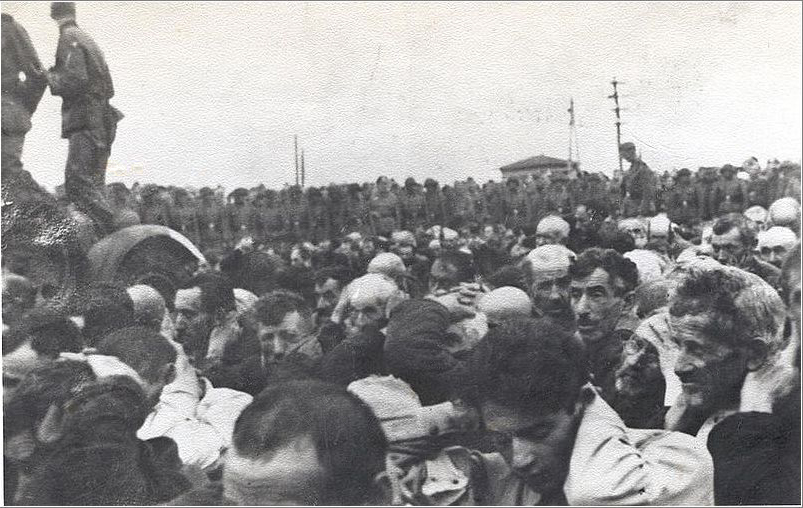
Liquidation partielle du ghetto de Białystok, 15-20 août 1943. Des hommes juifs, les mains levées, entourés d'unités militaires.

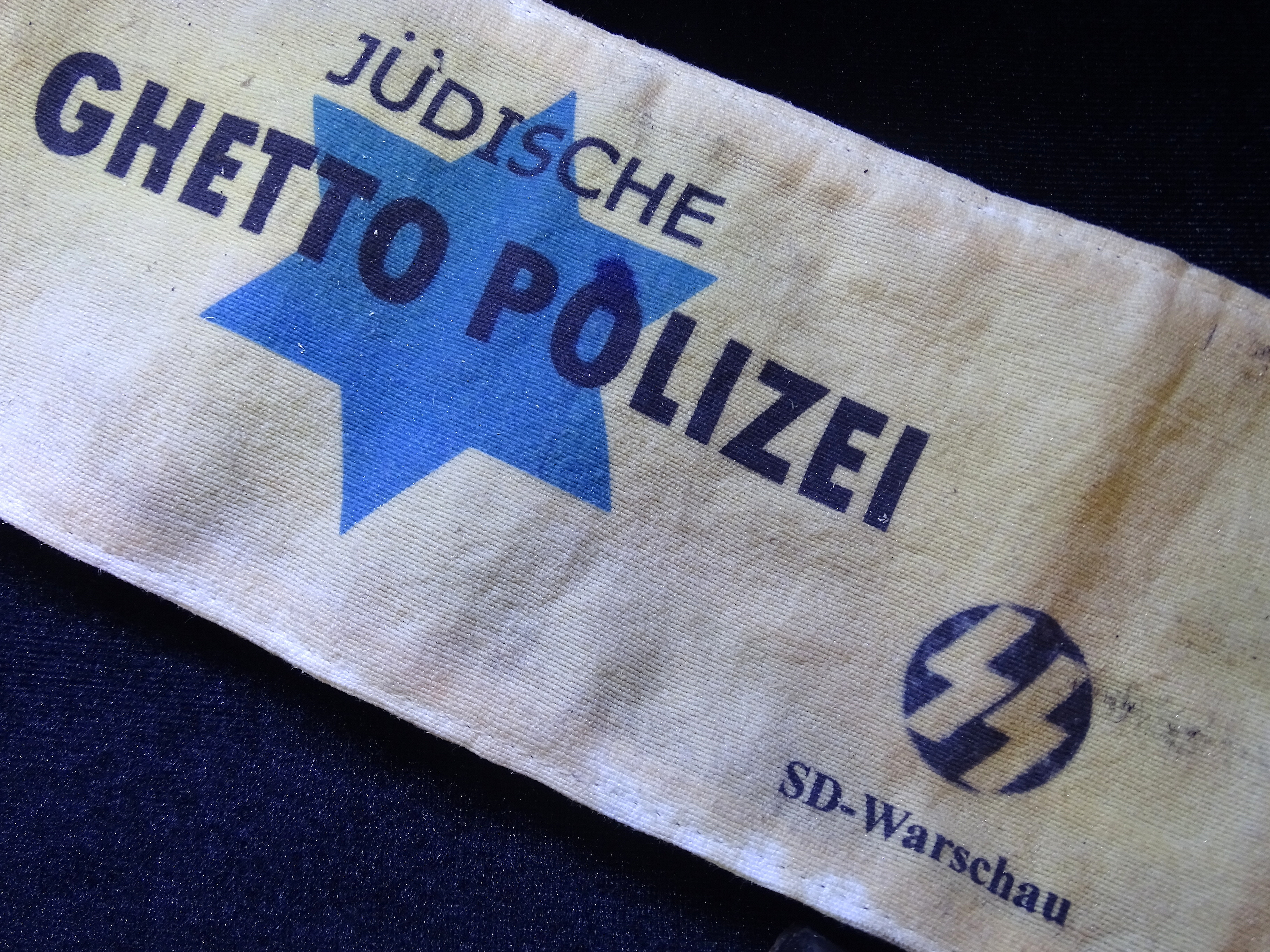
Brassard de la police juive du ghetto

Tout au long des années 1940 et 1941, la plupart des ghettos ont été scellés de l'extérieur, clôturés ou enfermés avec des barbelés, et tout juif trouvé à l'extérieur pourrait être abattu à vue.
Le ghetto de Varsovie était le plus grand ghetto de toute l'Europe occupée par les nazis, avec plus de 400 000 juifs entassés dans une zone de 3,4 km2, soit 7,2 personnes par chambre. Le ghetto de Łódź était le second plus grand, avec environ 160 000 occupants.
Dans les documents et la signalisation, les nazis faisaient généralement référence aux ghettos qu'ils ont créés sous le nom de Jüdischer Wohnbezirk ou Wohngebiet der Juden, ce qui signifie « quartier juif ». À la fin de 1941, la plupart des Juifs polonais étaient déjà ghettoïsés, même si les Allemands savaient que le système n'était pas viable ; la plupart des détenus n'avaient aucune chance de gagner leur propre subsistance, et aucune économie n'était laissée pour payer les SS pour d'autres livraisons. Le problème a été résolu lors de la conférence de Wannsee du 20 janvier 1942 près de Berlin, où la « solution finale » a été mise en place.

## Liste des ghettos juifs en Pologne occupée

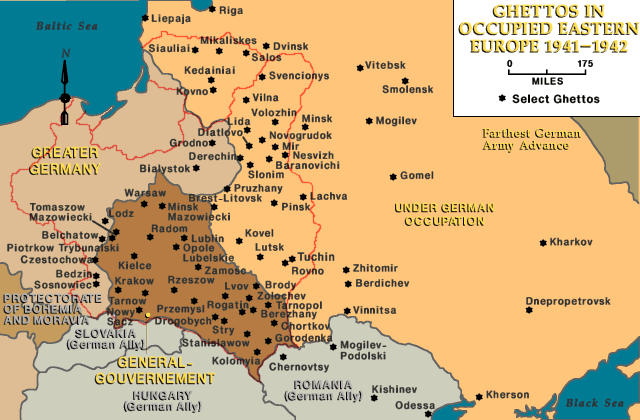
Principaux ghettos en Pologne et en Europe de l’Est (1941-1942).

Les colonies répertoriées en polonais y compris les grandes villes, avaient toutes été renommées après l'invasion conjointe de la Pologne par l'Allemagne et l'Union soviétique en 1939. Renommer tout à leur manière avait été une façon pour les envahisseurs de redessiner la carte politique de l'Europe.
Tous les territoires polonais ont été désignés comme zones d'occupation nazie (c.-à-d. district de Bialystok, province de Prusse-Orientale, etc.), ou annexés par l'Union soviétique, mais ultérieurement repris par les nazis au moment de l'opération Barbarossa. L'Ukraine et la Biélorussie soviétiques ont été témoins de « l'épuration polonaise » du NKVD, qui a entraîné la quasi-disparition de Polonais ethniques en URSS le long de la frontière d'avant-guerre avec la Pologne depuis la Grande Purge,.
| # | Emplacement du ghetto                                   | Population           | Date de création         | Date de liquidation           | Destination finale                                                               |
| | (par ordre alphabétique)                                |                      | (mois, année)            | (mois, année)                 |                                                                                  |
| --- | ------------------------------------------------------- | -------------------- | ------------------------ | ----------------------------- | -------------------------------------------------------------------------------- |
| 1939–1940 Seulement 38 jours après l'invasion de la Pologne par les Nazis en 1939, le premier grand ghetto de la Seconde Guerre mondiale est créé à Piotrków Trybunalski le 8 octobre 1939. En quelques mois, les ghettos juifs les plus peuplés de la Seconde Guerre mondiale comprennent le ghetto de Łódź et le ghetto de Varsovie. |                                                         |                      |                          |                               |                                                                                  |
| 1 | Aleksandrów Łódzki                                      | 3 500                | 1939                     | Décembre 1939                 | vers le ghetto de Głowno                                                         |
| 2 | Bełżyce                                                 | 4 500                | Juin 1940                | Mai 1943                      | vers le ghetto de Budzyń → camp d'extermination de Sobibor et Majdanek           |
| 3 | Będzin                                                  | 7 000–28 000         | Juillet 1940             | Août 1943                     | vers Auschwitz (7 000)                                                           |
| 4 | Błonie                                                  | 2 100                | Décembre 1940            | Février 1941                  | vers le ghetto de Varsovie                                                       |
| 5 | Bodzentyn                                               | 700                  | 1940                     | Septembre 1942                | vers le ghetto de Suchedniów puis le camp d'extermination de Treblinka           |
| 6 | Brześć Kujawski                                         | 630                  | 1940                     | Avril 1942                    | vers le ghetto de Łódź puis le centre d'extermination de Chełmno                 |
| | Brzesko                                                 | 6 000                | automne 1941             | Septembre 1942                | vers les camps d'extermination de Bełżec ou d'Auschwitz                          |
| 7 | Brzeziny                                                | 6 000–6 800          | Février 1940             | Mai 1942                      | vers le ghetto de Łódź puis le centre d'extermination de Chełmno                 |
| 8 | Brzozów                                                 | 1 000                | 1940                     | Août 1942                     | vers le centre d'extermination de Bełżec                                         |
| 9 | Bychawa                                                 | 2 700                | 1940                     | Avril 1941                    | vers Belzyce                                                                     |
| 10 | Chęciny                                                 | 4 000                | 1940 – Juin 1941         | Septembre 1942                | vers le camp d'extermination de Treblinka                                        |
| 11 | Ciechanów                                               | 5 000                | 1940                     | Novembre 1942                 | vers les camps de travail (1 500) ou le ghetto de Mława puis Auschwitz,          |
| 12 | Dąbrowa Górnicza                                        | 4 000–10 000         | 1940                     | Juin 1943                     | vers Auschwitz                                                                   |
| 13 | Dęblin                                                  | 3 300–58 003         | Avril 1940               | Octobre 1942                  | vers Sobibor et Treblinka                                                        |
| 14 | Działoszyce                                             | 15 000?              | Avril 1940               | Octobre 1942                  | vers le Płaszów et Bełżec                                                        |
| 15 | Gąbin                                                   | 2 000–2 300          | 1940                     | Avril 1942                    | vers Chełmno                                                                     |
| 16 | Głowno                                                  | 5 600                | Mai 1940                 | Mars 1941                     | vers les ghettos de Łowicz et Varsovie (5 600)                                   |
| 17 | Gorlice (camp de travail)                               | ?                    | 1940                     | 1942                          | vers Buchenwald, Muszyna, Mielec                                                 |
| 18 | Góra Kalwaria                                           | 3 300                | Janvier 1940             | Février 1941                  | vers le ghetto de Varsovie (3 000), 300 tués localement                          |
| 19 | Grodzisk Mazowiecki                                     | 6 000                | 1940 – Janvier 1941      | Octobre 1942                  | vers le ghetto de Varsovie                                                       |
| 20 | Grójec                                                  | 5 200–6 000          | Juillet 1940             | Septembre 1942                | vers le ghetto de Varsovie → Treblinka                                           |
| 21 | Izbica Kujawska                                         | 1 000                | 1940                     | Janvier 1942                  | vers Chełmno                                                                     |
| 22 | Jeżów                                                   | 1 600                | 1940                     | Février 1941                  | vers le ghetto de Varsovie                                                       |
| 23 | Jędrzejów                                               | 6 000                | Mars 1940                | Septembre 1942                | vers Treblinka                                                                   |
| 24 | Kazimierz Dolny                                         | 2 000–3 500          | 1940 – Avril 1941        | Mars 1942                     | vers Sobibor et Treblinka                                                        |
| 25 | Kobyłka                                                 | 1 500                | Septembre 1940           | Octobre 1942                  | vers Treblinka                                                                   |
| 26 | Koło                                                    | 2 000–5 000          | Décembre 1940            | Décembre 1941                 | vers Treblinka (2 000) et Chełmno                                                |
| 27 | Koniecpol                                               | 1 100–1 600          | 1940                     | Octobre 1942                  | vers Treblinka                                                                   |
| 28 | Konin                                                   | 1 500?               | Décembre 1939            | 1940 – Mars 1941              | vers Zagórów & autres ghettos → tués localement                                  |
| 29 | Kozienice                                               | 13 000               | Janvier 1940             | Septembre 1942                | vers Treblinka                                                                   |
| 30 | Koźminek                                                | 2 500                | 1940                     | Juillet 1942                  | vers Chełmno                                                                     |
| 31 | Krasnystaw                                              | 2 000                | Août 1940                | Octobre 1942                  | vers Bełżec                                                                      |
| 32 | Krośniewice                                             | 1 500                | Mai 1940                 | Mars 1942                     | vers Chełmno                                                                     |
| 33 | Kutno                                                   | 7 000                | Juin 1940                | Mars 1942                     | vers Chełmno                                                                     |
| 34 | Legionowo                                               | 3 000                | 1940                     | 1942                          | vers Treblinka                                                                   |
| 35 | Łańcut                                                  | 2 700                | Décembre 1939            | Août 1942                     | vers Bełżec                                                                      |
| 36 | Łask                                                    | 4 000                | Décembre 1940            | Août 1942                     | vers Chełmno                                                                     |
| 37 | Łowicz                                                  | 8 000–8 200          | 1940                     | Mars 1941                     | vers le ghetto de Varsovie                                                       |
| 38 | Ghetto de Łódź                                          | 200 000              | 8 février 1940           | Août 1944                     | vers Auschwitz et Chełmno, camps de travail (1 000)                              |
| 39 | Marki                                                   | ?                    | 1940 – Mars 1941         | 1942                          | vers le ghetto de Varsovie                                                       |
| 40 | Mielec                                                  | 4 000–4 500          | 1940                     | Mars 1942                     | vers Bełżec                                                                      |
| 41 | Mińsk Mazowiecki                                        | 5 000–7 000          | Octobre 1940             | Août 1942                     | vers Treblinka, 1 300 tués localement                                            |
| 42 | Mława                                                   | 6 000–6 500          | Décembre 1940            | Novembre 1942                 | vers Treblinka et Auschwitz                                                      |
| 43 | Mogielnica                                              | 1 500                | 1940                     | 28 février 1942               | vers le ghetto de Varsovie → Treblinka                                           |
| 44 | Mordy                                                   | 4 500                | Novembre 1940            | Août 1942                     | vers Treblinka                                                                   |
| 45 | Myślenice                                               | 1 200                | 1940                     | Août 1942                     | vers le ghetto de Skawina → Bełżec                                               |
| 46 | Nowy Dwór Mazowiecki                                    | 2 000–4 000          | 1940 – Janvier 1941      | Décembre 1942                 | vers le ghetto de Pomiechówek → Auschwitz                                        |
| 47 | Nowy Korczyn                                            | 4 000                | 1940                     | Octobre 1942                  | vers Treblinka                                                                   |
| 48 | Opoczno                                                 | 3 000–4 000          | Novembre 1940            | Octobre 1942                  | vers Treblinka                                                                   |
| 49 | Otwock                                                  | 12 000–15 000        | Décembre 1939            | Août 1942                     | vers Treblinka et Auschwitz                                                      |
| 50 | Pabianice                                               | 8 500–9 000          | Février 1940             | Mai 1942                      | vers le ghetto de Łódz → Chełmno                                                 |
| 51 | Piaseczno                                               | 2 500                | 1940                     | Janvier 1941                  | vers le ghetto de Varsovie                                                       |
| 52 | Piaski (transit)                                        | 10 000               | 1940                     | Novembre 1943                 | vers Bełżec, Sobibor, Trawniki                                                   |
| 53 | Piotrków Trybunalski                                    | 25 000               | 8 octobre 1939           | 14 / 21 octobre 1944          | vers Majdanek et Treblinka (22 000), certains tués localement                    |
| 54 | Płock                                                   | 7 000–10 000         | 1939–1940                | Février 1941                  | vers le ghetto de Działdowo                                                      |
| 55 | Płońsk                                                  | 12 000               | Septembre 1940           | Novembre 1942                 | vers Treblinka, Auschwitz                                                        |
| 56 | Poddębice                                               | 1 500                | Novembre 1940            | Avril 1942                    | vers Treblinka                                                                   |
| 57 | Pruszków                                                | 1 400                | 1940                     | 1941                          | vers le ghetto de Varsovie                                                       |
| 58 | Przedbórz                                               | 4 000–5 000          | Mars 1940                | Octobre 1942                  | vers Treblinka                                                                   |
| 59 | Puławy                                                  | 5 000                | Novembre – Décembre 1939 | 1940                          | vers Opole Lubelskie → Sobibor                                                   |
| 60 | Radomsko                                                | 18 000–20 000        | 1939 – Janvier 1940      | 21 Juillet 1943               | vers Treblinka (18 000)                                                          |
| 61 | Radzymin                                                | 2 500                | Septembre 1940           | Octobre 1942                  | vers Treblinka                                                                   |
| 62 | Serock                                                  | 2 000                | Février 1940             | Décembre 1940                 | vers d'autres ghettos                                                            |
| 63 | Sieradz                                                 | 2 500–5 000          | Mars 1940                | Août 1942                     | vers Chełmno                                                                     |
| 64 | Sierpc                                                  | 500–3 000            | 1940                     | Février 1942                  | vers le ghetto de Varsovie → Treblinka                                           |
| 65 | Skaryszew                                               | 1 800                | 1940                     | Avril 1942                    | vers Szydłowiec                                                                  |
| 66 | Skierniewice                                            | 4 300–7 000          | Décembre 1940            | Avril 1941                    | vers le ghetto de Varsovie                                                       |
| 67 | Sochaczew                                               | 3 000–4 000          | Janvier 1940             | Février 1941                  | vers le ghetto de Varsovie                                                       |
| 68 | Stalowa Wola                                            | 2 500                | 1940                     | Juillet 1942                  | vers Bełżec                                                                      |
| 69 | Stryj                                                   | 12 000               | 1940–1941                | Juin 1943                     | vers Bełżec                                                                      |
| 70 | Szadek                                                  | 500                  | 1940                     | 1940                          | vers autres ghettos                                                              |
| 71 | Szczebrzeszyn                                           | 4 000                | 1940 – avril 1941        | Octobre 1942                  | vers Bełżec, certains tués localement                                            |
| 72 | Tomaszów Mazowiecki                                     | 16 000–20 000        | Décembre 1940            | Novembre 1942                 | vers Treblinka (16 000), 4 000 tués localement                                   |
| 73 | Tuliszków                                               | 230                  | Décembre 1939            | Janvier 1940                  | vers Kowale Pańskie → Chełmno                                                    |
| 74 | Turek                                                   | 5 000                | 1940                     | Octobre 1941                  | vers le ghetto de Kowale Pańskie                                                 |
| 75 | Tyszowce                                                | 1 500–2 000          | 1940                     | Septembre 1942                | vers Bełżec                                                                      |
| 76 | Uchanie                                                 | 2 000                | 1940                     | Novembre 1942                 | vers Sobibor                                                                     |
| 77 | Ulanów                                                  | 500                  | 1942                     | Octobre 1942                  | vers autres ghettos                                                              |
| 78 | Uniejów                                                 | 500                  | 1940                     | Octobre 1941                  | vers le ghetto de Kowale Pańskie                                                 |
| 79 | Varsovie, voir le quartier Muranów de Varsovie (entier) | 445 000              | Oct – 15 novembre 1940   | Septembre 1942                | vers Treblinka (300 000), Majdanek, Trawniki, Poniatowa                          |
| 80 | Warka                                                   | 2 800                | 1940                     | Février 1941                  | vers le ghetto de Varsovie                                                       |
| 81 | Warta                                                   | 1 000–2 400          | Février 1940             | Août 1942                     | vers Chełmno                                                                     |
| 82 | Włocławek                                               | 4 000–13 500         | Octobre 1940             | Avril 1942                    | vers Chełmno                                                                     |
| 83 | Włodawa                                                 | 10 500               | 1941                     | Avril – Mai 1943              | vers Sobibor, certains tués localement                                           |
| 84 | Włoszczowa                                              | 4 000–6 000          | Juillet 1940             | Septembre 1942                | vers Treblinka                                                                   |
| 85 | Wodzisław                                               | 4 000                | Juin 1940                | Novembre 1942                 | vers Treblinka                                                                   |
| 86 | Wołomin                                                 | 3 000–5 500          | 1940–1942                | Avril 1943                    | vers Treblinka                                                                   |
| 87 | Wyszogród                                               | 2 700–3 000          | Décembre 1940            | Novembre 1942                 | vers Treblinka                                                                   |
| 88 | Zagórów                                                 | 2 000–2 500          | Juillet 1940             | Octobre 1941                  | Tous tués localement                                                             |
| 89 | Zamość                                                  | 12 000–14 000        | 1940                     | Mai 1943                      | vers le ghetto d'Izbica → Bełżec et Majdanek                                     |
| 90 | Zduńska Wola                                            | 8 300–10 000         | 1940                     | Août 1942                     | vers Chełmno                                                                     |
| 91 | Żychlin                                                 | 2 800–4 000          | Juillet 1940             | Mars 1942                     | vers Chełmno                                                                     |
| 92 | Żyrardów                                                | 3 000–5 000          | Décembre 1940            | Février 1941                  | vers le ghetto de Varsovie                                                       |
| 1941 Sous le nom de code d'opération Barbarossa, l'Allemagne envahit l'Union soviétique le 22 juin 1941, suivie par la création de nouveaux ghettos et le massacre de Juifs par les escadrons de tueries mobiles. |                                                         |                      |                          |                               |                                                                                  |
| 93 | Augustów                                                | 4 000                | Octobre 1941             | Juin 1942                     | vers Treblinka et Auschwitz, certains tués localement                            |
| 94 | Bełchatów                                               | 5 500–6 000          | Mars 1941                | Août 1942                     | vers Chełmno                                                                     |
| 95 | Biała Podlaska                                          | 7 000–8 400          | Juillet 1941             | Septembre 1942                | vers Majdanek, Sobibor et Treblinka                                              |
| 96 | Biała Rawska                                            | 4 000                | Septembre 1941           | Octobre 1942                  | vers Treblinka                                                                   |
| 97 | Białystok                                               | 40 000–50 000        | 26 Juillet 1941          | Novembre 1943                 | vers Majdanek et Treblinka                                                       |
| 98 | Biłgoraj                                                | 2 500–3 000          | 1941–1942                | Novembre 1942                 | vers Bełżec                                                                      |
| 99 | Bobowa                                                  | 658?                 | Octobre 1941             | Août 1942                     | vers les ghettos de Gorlice et Biecz                                             |
| 100 | Bochnia                                                 | 14 000–15 000        | Mars 1941                | Septembre 1943                | vers Szebnie → Bełżec et Auschwitz                                               |
| 101 | Brześć Litewski                                         | 18 000               | 16 décembre 1941         | Octobre 1942                  | 5 000 assassinats sur place avant la création du ghetto → ravin de Bronnaya Gora |
| 102 | Busko-Zdrój                                             | 2 000                | 1941                     | Octobre 1942                  | vers Treblinka                                                                   |
| 103 | Chełm                                                   | 8 000–12 000         | Juin 1941                | Novembre 1942                 | vers Sobibor                                                                     |
| 104 | Chmielnik                                               | 10 000–14 000        | Avril 1941               | Nov 1942                      | vers Treblinka                                                                   |
| 105 | Chodel                                                  | 1 400                | Juin 1941                | 1942                          | vers autres ghettos                                                              |
| 106 | Chrzanów                                                | 8 000                | Novembre 1941            | Février 1943                  | vers Auschwitz                                                                   |
| 107 | Ciechanowiec                                            | 4 000                | 1941                     | Novembre 1941                 | vers Treblinka                                                                   |
| 108 | Ciepielów                                               | 600                  | Décembre 1941            | 15 / 29 octobre 1942          | vers Treblinka → Des sauveteurs polonais tués localement le 6 décembre 1942      |
| 109 | Czeladź                                                 | 800                  | Novembre 1941            | Février 1943                  | vers Auschwitz                                                                   |
| 110 | Częstochowa                                             | 48 000               | 9 avril 1941             | 22 septembre – 9 octobre 1942 | vers Treblinka                                                                   |
| 111 | Ćmielów                                                 | 1 500–2 000?         | 1941                     | Octobre 1942                  | vers Treblinka (900), Juifs restants tués localement                             |
| 112 | Dąbie                                                   | 900                  | 1941                     | Décembre 1941                 | vers Chełmno                                                                     |
| 113 | Dobre                                                   | 500–1 000            | 1941                     | Septembre 1942                | vers Treblinka                                                                   |
| 114 | Drohiczyn                                               | 700                  | Juin 1941                | Novembre 1942                 | vers les ghettos de Brańsk et Bielsk Podlaski                                    |
| 115 | Drzewica                                                | 2 000                | 1941                     | Octobre 1942                  | vers Treblinka                                                                   |
| 116 | Dubienka                                                | 2 500–3 000          | Juin 1941                | Octobre 1942                  | vers autres ghettos                                                              |
| 117 | Głogów Małopolski                                       | 120?                 | 1941                     | 1942                          | vers le ghetto de Rzeszów → 5 000 tués localement                                |
| 118 | Gniewoszów                                              | 6 580                | Décembre 1941            | Novembre 1942                 | vers Zwoleń (5 000) ; 1 000 → Treblinka                                          |
| 119 | Goniądz                                                 | 1 000–1 300          | Juin 1941                | Nov 1942                      | vers le ghetto de Bogusze                                                        |
| 120 | Gorlice                                                 | 4 500                | Octobre 1941             | Août 1942                     | vers Bełżec                                                                      |
| 121 | Gostynin                                                | 3 500                | 1941                     | Août 1942                     | vers Chełmno                                                                     |
| 122 | Grajewo                                                 | 3 000                | Juin 1941                | Novembre 1942                 | vers le ghetto de Bogusze                                                        |
| 123 | Hrubieszów                                              | 6 800–10 000         | Juin 1941 – Mai 1942     | Mai – Novembre 1943           | vers Sobibor et Kraśnik, la plupart tués localement, 2 000 ont fui               |
| 124 | Iłża                                                    | 1 900–2 000          | 1941                     | Octobre 1942                  | vers Treblinka                                                                   |
| 125 | Inowłódz                                                | 500–600              | 1941                     | Août 1942                     | vers le ghetto de Tomaszow Mazowiecki                                            |
| 126 | Ivatsevitchy                                            | 600                  | 1941                     | 14 mars 1942                  | vers le ghetto de Slonim, tous tués localement                                   |
| 127 | Izbica (transit)                                        | 12 000–22 700        | 1941                     | 2 novembre 1942               | vers Bełżec et Sobibor, 4 500 tués localement                                    |
| 128 | Jasło                                                   | 2 000–3 000          | 1941                     | Août 1942                     | vers autres ghettos                                                              |
| 129 | Jedwabne                                                | 100–130              | Juillet 1941             | Novembre 1941                 | vers le ghetto de Łomża → Treblinka, 340 tués localement                         |
| 130 | Kalisz                                                  | 400                  | 1941                     | 1942                          | vers autres ghettos                                                              |
| 131 | Kalouch                                                 | 6 000                | Juin 1941                | Novembre 1942                 | vers Bełżec, plusieurs centaines tués localement                                 |
| 132 | Karczew                                                 | 700                  | Mars 1941                | Octobre 1941                  | vers le ghetto de Varsovie                                                       |
| 133 | Kielce                                                  | 27 000               | Mars 1941                | Août 1942                     | vers Treblinka, 6 000 tués localement                                            |
| 134 | Kłobuck                                                 | 2 000                | 1941                     | Juin 1942                     | vers Auschwitz                                                                   |
| 135 | Knyszyn                                                 | 2 000                | Juin 1941                | Novembre 1942                 | vers le ghetto de Bialystok                                                      |
| 136 | Kobryn                                                  | 8 000                | Juin 1941                | Octobre 1942                  | Tous tué localement                                                              |
| 137 | Kock                                                    | 2 500–3 000          | Juin 1941                | Décembre 1942                 | vers Treblinka                                                                   |
| 138 | Kodeń                                                   | ?                    | Juin 1941                | Septembre 1942                | vers le ghetto de Międzyrzec Podlaski                                            |
| 139 | Kolbuszowa                                              | 2 500                | 1941                     | Septembre 1942                | vers Bełżec                                                                      |
| 140 | Koluszki                                                | 2 000                | 1941                     | Octobre 1942                  | vers Treblinka                                                                   |
| 141 | Końskie                                                 | 10 000               | 1941                     | Janvier 1943                  | vers Treblinka                                                                   |
| 142 | Korczyn                                                 | 2 000                | 1941                     | Août 1942                     | vers Bełżec                                                                      |
| 143 | Cracovie                                                | 20 000 (pop. 68 500) | Mars 1941                | Mars 1943                     | vers Bełżec et Płaszów ; 48 000 déportés en 1940                                 |
| 144 | Kraśnik                                                 | 5 000–6 000          | 1940–1941                | Novembre 1942                 | vers Bełżec                                                                      |
| 145 | Krynki                                                  | 5 000–6 000          | Juin – Novembre 1941     | Nov 1942                      | vers Kiełbasin (camp de transit) → Treblinka                                     |
| 146 | Książ Wielki                                            | 200?                 | 1941                     | Nov 1942                      | vers le ghetto de Miechów                                                        |
| 147 | Kunów                                                   | 500                  | 1941                     | Octobre 1942                  | vers Treblinka                                                                   |
| 148 | Limanowa                                                | 2 000                | 1941                     | Août 1942                     | vers Bełżec                                                                      |
| 149 | Lipsk                                                   | 3 000                | Décembre 1941            | Octobre 1942                  | vers Treblinka                                                                   |
| 150 | Lubartów                                                | 3 269–4 500          | Juin 1941                | Octobre 1942                  | vers Bełżec                                                                      |
| 151 | Lublin                                                  | 30 000–40 000        | 24 Mars 1941             | Novembre 1942                 | vers Bełżec (30 000) et Majdanek (4 000)                                         |
| 152 | Lwów                                                    | 115 000–160 000      | Juin – Novembre 1941     | Juin 1943                     | vers Bełżec et Janowska                                                          |
| 153 | Łapy                                                    | 600                  | Juin – Juillet 1941      | Novembre 1942                 | vers le ghetto de Białystok                                                      |
| 154 | Łaskarzew                                               | 1 300                | 1941                     | Septembre 1942                | vers Treblinka                                                                   |
| 155 | Łęczyca                                                 | 3 000–4 300          | 1941                     | Juin 1942                     | vers Chełmno, beaucoup tués localement                                           |
| 156 | Łomża                                                   | 9 000–11 000         | Juin 1941                | Novembre 1942                 | vers Auschwitz, beaucoup tués localement                                         |
| 157 | Łosice                                                  | 5 500–6 000          | 1941                     | Août 1942                     | vers Treblinka                                                                   |
| 158 | Łuków                                                   | 10 000               | 1941                     | Octobre – Novembre 1942       | vers Treblinka (Oct : 7 000 ; Nov : 3 000)                                       |
| 159 | Łuck                                                    | 25 000               | Décembre 1941            | 19 / 24 août 1942             | Tous tués localement (la plupart à Polanka)                                      |
| 160 | Maków Mazowiecki                                        | 3 500–5 000          | 1941                     | Décembre 1942                 | vers Treblinka                                                                   |
| 161 | Michałowo                                               | 1 500                | 1941                     | Novembre 1942                 | vers le ghetto de Bialystok                                                      |
| 162 | Miechów                                                 | 4 000                | 1941                     | 1942                          | vers Bełżec (1 000 tués localement)                                              |
| 163 | Nowe Miasto                                             | 3 700                | 1941                     | 22 Oct 1942                   | vers Treblinka (3 000), le reste tués localement                                 |
| 164 | Nowogródek                                              | 6 000?               | Juin 1941                | Octobre 1942                  | Tous tués localement                                                             |
| 165 | Nowy Sącz                                               | 20 000               | Août 1941                | Août 1942                     | vers Bełżec                                                                      |
| 166 | Nowy Targ                                               | 2 500                | 1941                     | Août 1942                     | vers Bełżec                                                                      |
| 167 | Nowy Żmigród                                            | 1 300                | 1941                     | Juillet 1942                  | Tous tués localement                                                             |
| 168 | Olkusz                                                  | 3 000–4 000          | 1941                     | Juin 1942                     | vers Auschwitz                                                                   |
| 169 | Opatów                                                  | 10 000               | 1941                     | Octobre 1942                  | vers Treblinka                                                                   |
| 170 | Opole Lubelskie                                         | 8 000–10 000         | 1941                     | Octobre 1942                  | vers Sobibor et le ghetto de Poniatowa                                           |
| 171 | Osiek                                                   | 500                  | 1941                     | Juin 1942                     | vers le ghetto d'Ożarów → Treblinka                                              |
| 172 | Ostrowiec Świętokrzyski                                 | 16 000               | Avril 1941               | 10 Janvier 1943               | vers Treblinka                                                                   |
| 173 | Ozorków                                                 | 3 000–5 000          | 1941                     | Août 1942                     | vers le ghetto de Łódź → Chełmno                                                 |
| 174 | Pajęczno                                                | 3 000                | 1941                     | 1942                          | vers le ghetto de Łódź                                                           |
| 175 | Parczew                                                 | 7 000                | 1941                     | Octobre 1942                  | vers Treblinka                                                                   |
| 176 | Piątek                                                  | ?                    | 1941                     | Juillet 1942                  | vers Chełmno                                                                     |
| 177 | Pilzno                                                  | 788 ?                | 1941                     | Juin 1942                     | vers Bełżec                                                                      |
| 178 | Pińczów                                                 | 3 000–3 500          | 1941                     | Octobre 1942                  | vers Treblinka                                                                   |
| 179 | Pionki (camp de travail)                                | 682                  | 1941                     | Août 1942                     | vers le ghetto de Zwoleń → Treblinka                                             |
| 180 | Połaniec                                                | 2 000                | 1941                     | 1942                          | vers Chełmno                                                                     |
| 181 | Praszka                                                 | ?                    | 1941                     | Août 1942                     | vers Chełmno                                                                     |
| 182 | Rabka                                                   | 300                  | 1941                     | Août 1942                     | vers Bełżec                                                                      |
| 183 | Radom                                                   | 30 000–32 000        | Mars 1941                | Août 1942                     | vers Treblinka                                                                   |
| 184 | Radomyśl Wielki                                         | 1 300 ?              | 1941                     | 1942                          | vers Bełżec                                                                      |
| 185 | Radoszyce                                               | 3 200 ?              | 1941                     | Novembre 1942                 | vers Treblinka                                                                   |
| 186 | Radzyń Podlaski                                         | 2 000–3 000          | 1941                     | Décembre 1942                 | vers Treblinka                                                                   |
| 187 | Rajgród                                                 | 1 200                | 1941                     | Novembre 1942                 | vers Bogusze                                                                     |
| 188 | Rawa Mazowiecka                                         | 4 000                | 1941                     | Octobre 1942                  | vers Treblinka                                                                   |
| 189 | Rejowiec                                                | 3 000                | 1941                     | 1943                          | vers Auschwitz, Sobibor et Majdanek                                              |
| 190 | Rohatyn                                                 | 7 000                | 1941                     | 1943                          | vers Bełżec et exécutés sur place                                                |
| 191 | Ropczyce                                                | 800                  | 1941                     | Juillet 1942                  | vers Bełżec                                                                      |
| 192 | Ryki                                                    | 1 800–3 500          | 1941                     | Octobre 1942                  | vers Treblinka et Sobibor                                                        |
| 193 | Rymanów                                                 | 1 600 ?              | 1941                     | Août 1942                     | vers le ghetto de Cracovie, Bełżec, certains tués localement                     |
| 194 | Sędziszów Małopolski                                    | 2 000                | 1941                     | Janvier 1942                  | vers Bełżec                                                                      |
| 195 | Siedlce                                                 | 12 000–18 000        | Juin – Août 1941         | Novembre 1942                 | vers Treblinka                                                                   |
| 196 | Siemiatycze                                             | 7 000                | 1941                     | Novembre 1942                 | vers Sobibor                                                                     |
| 197 | Sieniawa                                                | 3 000                | 1941                     | 1942                          | Tous tués localement                                                             |
| 198 | Siennica                                                | 700?                 | 1941                     | 15 Septembre 1942             | vers Treblinka (700)                                                             |
| 199 | Skarżysko-Kamienna                                      | 3 000                | 1941                     | 1942                          | vers Treblinka (2 500), le reste tués localement                                 |
| 200 | Skrzynno                                                | ?                    | 1941                     | Octobre 1942                  | vers le ghetto d'Opoczno                                                         |
| 201 | Slonim                                                  | 22 000               | Juillet 1941             | 15 juillet 1942               | Tous tués localement (Jui-41 : 1 200 ; Nov : 9 000 ; Jui-42 : 10 000)            |
| 202 | Sloutsk                                                 | 3 000–8 500          | Juin 1941                | Novembre 1942                 | Tous tués localement                                                             |
| 203 | Sokołów Małopolski                                      | 3 000                | 1941                     | Juillet 1942                  | vers Bełżec                                                                      |
| 204 | Sokołów Podlaski                                        | 4 000–7 000          | Juin 1941                | Septembre 1942                | vers Treblinka                                                                   |
| 205 | Sokółka                                                 | 8 000–9 000          | Juin 1941                | Novembre 1942                 | vers Kiełbasin → Treblinka                                                       |
| 206 | Solec                                                   | 800                  | 1941                     | Décembre 1942                 | vers le ghetto de Tarlow                                                         |
| 207 | Stanisławów                                             | 20 000               | Décembre 1941            | Février 1943                  | Tués localement → vers Bełżec                                                    |
| 208 | Starachowice                                            | 6 000                | Avril 1941               | Octobre 1942                  | vers Treblinka                                                                   |
| 209 | Stary Sącz                                              | 1 000                | 1941                     | Août 1942                     | vers Bełżec                                                                      |
| 210 | Staszów                                                 | 7 000                | 1941                     | Décembre 1942                 | vers Treblinka                                                                   |
| 211 | Stopnica                                                | 5 000                | 1941                     | Novembre 1942                 | vers Treblinka, beaucoup tués localement                                         |
| 212 | Strzemieszyce Wielkie (en)                              | 1 800                | 1940–1941                | Mai – 15 Juin 1942            | vers le ghetto de Będzin (500) et Auschwitz (1 400)                              |
| 213 | Strzyżów                                                | 1 300                | 1941                     | 26 / 28 juin 1942             | vers le ghetto de Rzeszów, certains tués localement → Bełżec                     |
| 214 | Suchedniów                                              | 5 000                | 1941                     | Août 1942                     | vers Treblinka                                                                   |
| 215 | Sulejów                                                 | 1 500                | 1941                     | Octobre 1942                  | vers Treblinka                                                                   |
| 216 | Szczuczyn                                               | 2 000                | 1941                     | Juillet – Novembre 1942       | vers le camp de transit de Bogusze, certains tués localement                     |
| 217 | Śniadowo (en)                                           | 650                  | 1941                     | Novembre 1942                 | vers le ghetto de Zambrów                                                        |
| 218 | Tarczyn                                                 | 1 600                | 1941                     | Février 1942                  | vers Treblinka                                                                   |
| 219 | Tarnobrzeg (ghetto & camp)                              | 500                  | Juin 1941                | Juillet 1942                  | vers le ghetto de Dębica → Bełżec                                                |
| 219 | Tarnogród                                               | 2 600–5 000          | 1941                     | Novembre 1942                 | vers Bełżec, certains tués localement                                            |
| 220 | Ghetto de Tarnopol                                      | 20 000               | Juillet – Août 1941      | Juin 1943                     | vers Bełżec, certains tués localement                                            |
| 221 | Tarnów                                                  | 40 000               | Mars 1941                | Septembre 1943                | 10 000 tués localement → Bełżec (10 000), Auschwitz                              |
| 222 | Tomaszów Lubelski                                       | 1 400–1 500          | 1941                     | Octobre 1942                  | vers Bełżec                                                                      |
| 223 | Tyczyn                                                  | ?                    | 1941                     | Juillet 1942                  | vers Bełżec                                                                      |
| 224 | Wadowice                                                | 1 400                | 1941                     | Août 1943                     | vers Auschwitz                                                                   |
| 225 | Wąwolnica                                               | 2 500                | 1941                     | Mai 1942                      | vers Bełżec                                                                      |
| 226 | Węgrów                                                  | 6 000–8 300          | 1941                     | Septembre 1942                | vers Treblinka                                                                   |
| 227 | Wieliczka                                               | 7 000                | 1941                     | Août 1942                     | vers Bełżec                                                                      |
| 228 | Wielun                                                  | 4 200–7 000          | 1941                     | Août 1942                     | vers Chełmno, certains tués localement                                           |
| 229 | Wieruszów                                               | 1 400                | 1941                     | Août 1942                     | vers Chełmno                                                                     |
| 230 | Vilnius                                                 | 30 000–80 000        | Septembre 1941           | Septembre 1943                | tués localement (21 000 avant la création du ghetto)                             |
| 231 | Wiślica                                                 | 2 000                | 1941                     | Octobre 1942                  | vers le ghetto de Jędrzejów                                                      |
| 232 | Wolbrom                                                 | 3 000–5 000          | 1941                     | Septembre 1942                | vers Bełżec, beaucoup tués localement                                            |
| 233 | Wysokie Mazowieckie                                     | 5 000                | 1941                     | Novembre 1942                 | vers le ghetto de Zambrow                                                        |
| 234 | Zabłudów                                                | 1 800                | Juillet 1941             | 2 Novembre 1942               | 10e camp de cavalerie près de Białystok → Treblinka (1 400)                      |
| 235 | Zambrów                                                 | 3 200–4 000          | 1941                     | Janvier 1943                  | vers Auschwitz, beaucoup tués localement                                         |
| 236 | Zawiercie                                               | 5 000–7 000          | 1941                     | Octobre 1943                  | vers Auschwitz (5 000)                                                           |
| 237 | Zelów                                                   | ?                    | 1941                     | Septembre 1942                | vers Chełmno                                                                     |
| 238 | Zwoleń                                                  | 6 500–10 000         | 1941                     | 29 septembre 1942             | vers Treblinka (8 000)                                                           |
| 239 | Żarki                                                   | 3 200                | 1941                     | Octobre 1942                  | vers Treblinka                                                                   |
| 240 | Żelechów                                                | 5 500–13 000         | 1941                     | Septembre 1942                | vers Treblinka                                                                   |
| 1942 Le 20 janvier, lors de la conférence de Wannsee près de Berlin, Reinhard Heydrich informe les hauts responsables nazis de la mise en œuvre de la « solution finale à la question juive », l'expulsion des ghettos suivie de l'extermination massive des Juifs dans les six principaux camp de la mort de la Pologne occupée.      |                                                         |                      |                          |                               |                                                                                  |
| 241 | Andrychów                                               | 700                  | Septembre 1942           | Novembre 1943                 | vers Auschwitz                                                                   |
| 242 | Annopol                                                 | ?                    | Juin 1942                | Octobre 1942                  | vers le ghetto de Kraśnik                                                        |
| 243 | Baranów Sandomierski                                    | 2 000                | Juin 1942                | Juillet 1942                  | vers le ghetto de Dębica                                                         |
| 244 | Biecz                                                   | 700–800              | Avril 1942               | Août 1942                     | vers Bełżec                                                                      |
| 245 | Tchortkiv                                               | 4 000                | Avril 1942               | Septembre 1943                | vers Bełżec                                                                      |
| 246 | Dąbrowa Tarnowska                                       | 2 400–3 000          | Octobre 1942             | Septembre 1943                | vers Bełżec et Auschwitz                                                         |
| 247 | Dębica                                                  | 1 500–4 000          | 1942                     | Mars 1943                     | vers Bełżec                                                                      |
| 248 | Drohobytch                                              | 10 000               | Mars 1942                | Juin 1943                     | vers Bełżec                                                                      |
| 249 | Dubno                                                   | 9 000?               | Avril 1942               | Octobre 1942                  | Tous tués localement                                                             |
| 250 | Frysztak                                                | 1 600                | 1942                     | 18 août 1942                  | vers le ghetto de Jasło → tués dans la forêt de Warzyce                          |
| 251 | Hrubieszów (camp de travail)                            | 200                  | May 1942                 | May 1943                      | vers Budzyn, tués localement, voir Hrubieszów #122 ci-dessous (6 800)            |
| 252 | Jasienica Rosielna                                      | 1 500                | 1942                     | Août 1942                     | vers Bełżec                                                                      |
| 253 | Kołomyja (ghetto & camp)                                | 18 000               | 1942                     | Février 1943                  | vers Bełżec, beaucoup tués localement                                            |
| 254 | Koprzywnica                                             | 1 800                | 1940                     | Octobre 1942                  | vers Treblinka                                                                   |
| 255 | Kowale Pańskie                                          | 3 000–5 000          | 1939–1942                | 1942                          | vers Chełmno                                                                     |
| 256 | Kovel                                                   | 17 000               | Mai 1942                 | Octobre 1942                  | Tous tués localement                                                             |
| 257 | Kraśnik (ghetto & camp)                                 | 5 000                | 1940–1942                | Novembre 1942                 | vers Bełżec                                                                      |
| 258 | Krosno                                                  | 600–2 500            | Août 1942                | Décembre 1942                 | vers Bełżec                                                                      |
| 259 | Lesko                                                   | 2 000                | 1942                     | Septembre 1942                | vers Bełżec                                                                      |
| 260 | Lubaczów                                                | 4 200–7 000          | Octobre 1942             | Janvier 1943                  | vers Sobibor, beaucoup tués localement                                           |
| 261 | Lakhva                                                  | 2 350                | 4 Avril 1942             | Septembre 1942                | Tués localement, 1 500 dans un soulèvement                                       |
| 262 | Łęczna                                                  | 3 000                | Juin 1942                | Novembre 1942                 | vers Sobibor, beaucoup tués localement                                           |
| 263 | Międzyrzec Podlaski                                     | 20 000               | 28 Août 1942             | 18 Juillet 1943               | vers Treblinka (17 000), des centaines tués localement                           |
| 264 | Ożarów                                                  | 4 500                | Janvier 1942             | Octobre 1942                  | vers Treblinka                                                                   |
| 265 | Pinsk                                                   | 26 200               | Avril 1942               | Octobre 1942                  | vers Bronnaya Gora (3 500), le reste tués localement                             |
| 266 | Przemyśl                                                | 22 000–24 000        | Juillet 1942             | Septembre 1943                | vers Bełżec, Auschwitz et Janowska                                               |
| 267 | Przeworsk                                               | 1 400?               | Juillet 1942             | Octobre 1942                  | vers Bełżec                                                                      |
| 268 | Przysucha                                               | 2 500–5 000          | Juillet – 15 août 1942   | 27 / 31 octobre 1942          | vers Treblinka (5 000)                                                           |
| 269 | Sambor                                                  | 8 000–9 000          | Mars 1942                | Juillet 1943                  | vers Bełżec, beaucoup tués localement                                            |
| 270 | Sosnowiec                                               | 12 000               | Octobre 1942             | Août 1943                     | vers Auschwitz                                                                   |
| 271 | Starachowice (camp de travail)                          | 13 000               | 1942                     | 1942                          | vers Treblinka, voir aussi ghetto de Starachowice                                |
| 272 | Stryj                                                   | 4 000–12 000         | 1942                     | Juin 1943                     | Tous tués localement                                                             |
| 273 | Sucha Beskidzka                                         | 400                  | 1942                     | 1943                          | vers Auschwitz                                                                   |
| 274 | Szydłów                                                 | 1 000                | Janvier 1942             | Octobre 1942                  | vers le ghetto de Chmielnik                                                      |
| 275 | Tarnogród (camp de travail)                             | 1 000                | 1942                     | 1942                          | vers le ghetto de Tarnogród → Bełżec                                             |
| 276 | Tomaszów Mazowiecki (camp de travail)                   | 1 000                | 1942                     | Mai 1943                      | vers Starachowice, voir aussi ghetto de Tomaszów Mazowiecki (1940)               |
| 277 | Tuchów                                                  | 3 000                | Juin 1942                | Septembre 1942                | vers Bełżec                                                                      |
| 278 | Zdzięcioł                                               | 4 500                | 22 février 1942          | 30 avril – 6 août 1942        | Tués localement lors des massacres de Dziatlava                                  |

## Conséquences

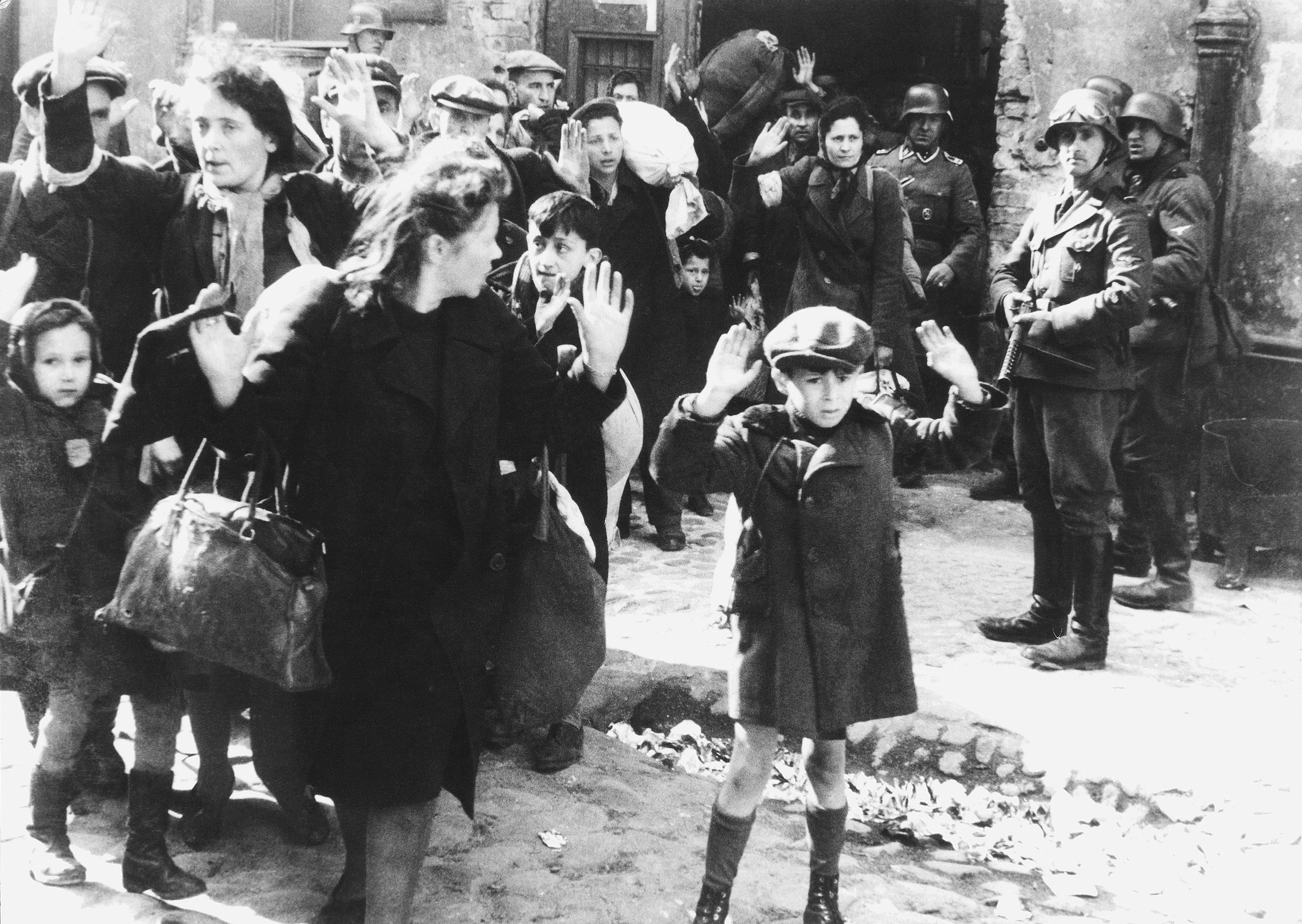
Des femmes et des enfants juifs arrêtés en vue d'une déportation dans un camp d'extermination lors de l'insurrection du ghetto de Varsovie.

Les habitants du ghetto — dont la plupart ont été tués pendant l'Aktion Reinhardt — possédaient la nationalité polonaise avant l'invasion germano-soviétique de la Pologne, ce qui a permis à plus de 150 000 survivants de l'Holocauste enregistrés au Comité central des Juifs en Pologne de profiter des accords de rapatriement ultérieurs entre le gouvernement polonais et l'Union soviétique, et d'émigrer légalement en Occident pour rejoindre l'État naissant d'Israël. La Pologne était le seul pays du bloc de l'Est à autoriser une alyah juive gratuite sans visa ni permis de sortie à la fin de la Seconde Guerre mondiale. En revanche, Staline a ramené de force les Juifs soviétiques en URSS avec tous les autres citoyens soviétiques, comme convenu lors de la Conférence de Yalta.
Certaines populations juives sont restées dans les ghettos après leur destruction. De nombreux Juifs étaient soit trop démunis, soit encore entourés d'Allemands pour pouvoir quitter les ghettos, avec pour conséquence que de nombreux habitants des ghettos sont morts de conditions difficiles telles que le climat, le manque de nourriture et les maladies dues à l'absence d'hygiène. Un autre problème des ghettos était que les nombreuses personnes déplacées, devenues ensuite réfugiées, ne savaient pas où aller. L'impact durable de la migration des réfugiés du ghetto juif se fait encore sentir dans des endroits comme Israël.